# Edwin Foster Coddington

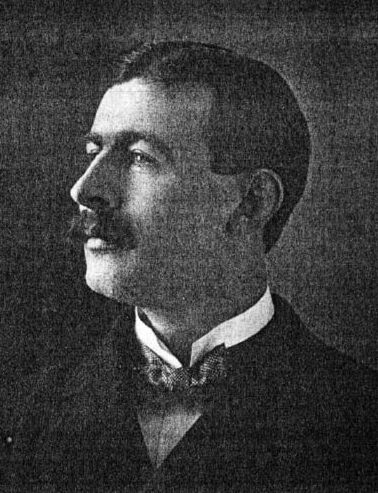
Edwin Foster Coddington

Edwin Foster Coddington (* 24. Juni 1870 im Miami County, Ohio, USA; † 21. Dezember 1950 in Columbus (Ohio), USA) war ein US-amerikanischer Astronom und Mathematiker. Er studierte an der Ohio State University in Columbus bis zu seinem Abschluss 1897. Anschließend ging er für 4 Jahre ans Lick-Observatorium. 1902 erhielt er den Doktorgrad an der Universität Berlin.
Coddington entdeckte während seiner Zeit am Lick-Observatorium drei Asteroiden sowie den Kometen C/1898 L1 (Coddington-Pauly). Bekannt ist auch seine Aufnahme des Andromedanebels. Einen neuen Nebel entdeckte Coddington 1898 im Sternbild des Großen Bären (Ursa Maior), der die Bezeichnung IC 2574 erhielt, später jedoch auch als „Coddington-Nebel“ bezeichnet wurde.
Coddington ging zurück in die USA, wo er eine Assistenz-Professur für Mathematik an der Ohio State University erhielt. Im Jahr 1925 wurde er Professor für Mechanik und arbeitete bis zu seinem Ruhestand 1940 vorwiegend im Bereich des Ingenieurswesens in der Geodäsie. Er entwickelte verschiedene Verfahren der Vermessungstechnik unter Einbeziehung von Sternen und der Sonne. Edwin Foster Coddington starb am 21. Dezember 1950 in Columbus.